# معركه الجوف الثانيه
هي معركه حدثت بين إمارة جبل شمر ضد اماره سيل عرعر و معها عنزة والحويطات والشرارات وحرب انتهت المعركه بأنتصار  قبيلة شمر بقيادة اميرهم ال رشيد 